# Єнс Леманн (велосипедист)
Єнс Леманн (нар. 19 грудня 1967, Штольберг) — німецький професійний велогонщик. Брав активну участь у велоспорті з 1980 року.

## Біографія
Єнс Леманн народився 19 грудня 1967 року в Штольберзі. 1988 року здобув спеціальність механіка технічного обслуговування. До 2005 року він був професійним велосипедистом. 2006 року розпочав працювати спортивним менеджером в Дюссельдорфі, а 2010 року став державним сертифікованим педагогом. З того часу Леманн працює викладачем початкової школи.
Єнс Леманн живе в Лейпцигу. Одружений, має дочку та сина.

## Політична діяльність
Леман входить в Лейпцизьку міську раду. Був кандидатом на виборах у саксонський парламент 2004 року, але не був обраний. Напередодні виборів у Бундестаг 2017 року члени Християнської Демократичної Спілки знову визначили його прямим кандидатом у виборчий округ. Леманн є послом у фондах «Бренерц» і «Гензель і Гретель», представником Німецького олімпійського товариства та віце-президентом міського спортклубу Лейпцига.

## Спортивна кар'єра
Леманн розпочав спортивну кар'єру футбольним воротарем у TSV Rossla, а в 12 років перейшов на велосипед і відразу виграв велосипедну гонку. Він виграв свій перший чемпіонат Німеччини 1980 року в командній гонці свого вікового класу. Згодом перейшов у дитячу і юнацьку спортивну школу SC DHfK Leipzig. 1989 року Леманн став віце-чемпіоном світу серед аматорів у переслідуванні. Через два роки він став чемпіоном світу серед аматорів на чотирикілометровому треку. Золоту і срібну медалі Леманн отримав на своїй першій Олімпіаді 1992 року в Барселоні. 1999 року знову став чемпіоном світу. На літніх Олімпійських іграх 2000 року в Сіднеї Леманн знову виграв медаль «Зільберн», попри тренувальну аварію. В фіналі йому довелось перемогти свого товариша по команді Роберта Бартко. Під час командної гонки він виграв золото разом з Бартко, Гвідо Фульстом та Деніелом Бекке. Тоді ж було встановлено новий світовий рекорд. На літні Олімпійські ігри 2004 року Леманн не був номінований через вік. Але 3 вересня 2004 року Єнс Леманн виграв чемпіонат Німеччини з легкої атлетики в місті Лейпциг, ставши десятим чемпіоном Німеччини у цьому виду спорту. 17 вересня 2005 року на Альфред-Рош-Кампфбан у Лейпцигу відбулась прощальна гонка для Єнса Леманна.

## Досягнення
Дворазовий олімпійський чемпіон, шестиразовий чемпіон світу, тринадцять разів вигравав національну першість.
- В Сіднеї в дисципліні «Чоловіки. Трек. Індивідуальна гонка переслідування» у фіналі посів друге місце з результатом 4:23.824. Отримав срібну медаль.
- В дисципліні "«Чоловіки. Трек. Командна гонка переслідування» отримав золоту медаль з фінальним результатом 3:59.710.
- В Барселоні в дисципліні «Чоловіки. Трек. Індивідуальна гонка переслідування» у фіналі також посів друге місце. Отримав срібну медаль.
- В дисципліні "«Чоловіки. Трек. Командна гонка переслідування» отримав золоту медаль з фінальним результатом 4:08.791.

## Нагороди
Леманн також отримував деякі соціальні нагороди. 1992 року став лауреатом німецької міжнародної медіа-премії. Був спортсменом 2000 року в Лейпцигу і Саксонії.

## Цікаві факти
- На чемпіонаті світу в Антверпені 2001 року українець Олександр Симоненко не лише виграв золото, а й випередив олімпійського чемпіона Єнса Леманна. Наступного року на чемпіонаті світу в Копенгагені з Єнсом Леманном змагався український велогонщик Володимир Дюдя. Досвідченіший Леманн випередив дев'ятнадцятирічного Володимира.